# Dimethylaminophosphordifluorid
Dimethylaminophosphordifluoorid ist eine organische Verbindung. Es ist ein Derivat des Phosphortrifluorids, bei dem ein Fluoratom durch eine Dimethylaminogruppe ersetzt wurde.

## Herstellung
Dimethylaminophosphordifluorid kann ausgehend von Phosphortrichlorid hergestellt werden. Dieses wird zunächst im leichten Überschuss mit Dimethylamin zu Dimethylaminophosphordichlorid umgesetzt. Dieses kann mit Antimon(III)-fluorid oder Natriumfluorid zu Dimethylaminphosphordifluorid fluoriert werden. Alternative Synthesemethoden für letzteres sind die Umsetzung von Dimethylamin mit Phosphortrifluorid oder Trichlormethylphosphortrifluorid.

## Eigenschaften
Dimethylaminophosphordifluorid ist hochreaktiv gegenüber Wasser, Aminen und Luftfeuchtigkeit und reagiert langsam mit Luftsauerstoff.

## Reaktionen
Dimethylaminophosphordifluorid kann mit Chlorwasserstoff zu Phosphorchloriddifluorid umgesetzt werden, mit Bromwasserstoff zu Phosphorbromiddifluorid und mit Iodwasserstoff zu Phosphordifluoridiodid. Bei der Umsetzung bestimmter Ruthenium-Komplexe mit Cymol und Halogenid-Ionen als Liganden kommt es bei der Umsetzung mit Dimethylaminophosphordifluorid zu einem Ligandentausch mit einem Halogenid.